# Praderies i matollars de muntanya

Puya berteorana dels Andes.

Praderies i matollars de muntanya és un bioma definit pel Fons Mundial per la Natura. Aquest bioma inclou praderies i matollars de zones de gran altitud (montanes, subalpines, i alpines) de tot el món.
Les praderies i matollars per sobre del límit arbori es coneixen com a tundra alpina, que es donen en regions muntanyenques de tot el món. Per sota del límit arbori són conegudes com a praderies i matollars subalpins i montans. El krummholz (literalment, "fusta torta") són arbres que només creixen amb dificultats, postrats, retorçats i amb alçades baixes. Per exemple, el pi negre a gran altitud, abans de desaparèixer completament als Pirineus degut a l'estatge, adopta formes nanes.
Les praderies montanes i els matollars, particularment en regions tropicals i subtropicals, sovint es desenvolupen com autèntiques "illes" separades d'altres regions montanes per zones més càlides i de més baixa altitud i tenen endemismes, o sigui plantes que han evolucionat en resposta al fred, clima humit i abundant llum solar. Les adaptacions característiques d'aquestes plantes són la forma en roseta, superfícies ceroses, i fulles amb pèls. Una característica exclusiva de les regions montanes tropicals són les plantes en rosetes gegants dels gèneres com Lobelia (afrotropical), Puya (neotropical), Cyathea (Nova Guinea), i Argyroxiphium (Hawaii).
Les extensions més grans de praderies i matollars montans es troben a la regió neotropical, als páramos dels Andes. Aquest bioma també apareix a les muntanyes de l'est i centre de l'Àfrica, al Mont Kinabalu de Borneo, a grans altituds dels Ghats Occidentals del sud de l'Índia i a les terres altes centrals de la Nova Guinea.
On les condicions són més seques, es troben praderies montanes, sabanes i arbredes, com ara a l'altiplà d'Etiòpia, i estepes montanes com a l'altiplà del Tibet.

## Ecozoneson es troben praderies i matollars montans

Distribució dels biomes terrestres d'aquest tipus per la superfície dels continents

- Afrotropical
- Australàsia
- Indomalàia
- Neotropical
- Paleàrtica